# 髙橋一生
髙橋 一生（たかはし かずたか）は、日本の生物海洋学者。東京大学大学院農学生命科学研究科水圏生物科学専攻水圏生産環境科学講座教授。

## 人物・経歴
1990年横浜国立大学教育学部生物科卒業。1995年東京大学大学院農学生命科学研究科水圏生物科学専攻博士課程修了、博士（農学）。日本学術振興会特別研究員（国立極地研究所生物部門）等を経て、1997年創価大学工学部生物工学科助手。2000年水産庁東北区水産研究所混合域海洋環境部生物環境研究室研究官。2001年水産総合研究センター東北区水産研究所混合域海洋環境部生物環境研究室研究員。2002年、「砂浜域破砕帯に生息するアミ類の生態学的研究」により日本プランクトン学会奨励賞受賞。2003年スウェーデン王立科学アカデミー・イエテボリ大学クリスティンバーグ海洋研究所客員研究員。2004年水産総合研究センター東北区水産研究所混合域海洋環境部生物環境研究室主任研究員。2011年東京大学大学院農学生命科学研究科准教授。2012年水産研究・教育機構東北区水産研究所客員研究員。2018年東京大学大学院農学生命科学研究科教授。2019年日本海洋学会幹事。2021年日本プランクトン学会論文賞受賞。